# Konferencja Episkopatu Kolumbii
Konferencja Episkopatu Kolumbii (hisz. Conferencia Episcopal de Colombia) – instytucja zrzeszająca biskupów kolumbijskiej części Kościoła katolickiego z siedzibą w Bogocie.

## Władze
- przewodniczący - arcybiskup Cartageny Francisco Javier Múnera Correa
- wiceprzewodniczący - arcybiskup Tunji Gabriel Ángel Villa Vahos
- sekretarz generalny - biskup Engativy Germán Medina Acosta
  - sekretarz asystent - ks. Jaime Restrepo Saldarriaga
  - sekretarz asystent ds. stosunków Kościół-Państwo - ks. Fernando Mercado Cepeda

## Przewodniczący
- prymas Kolumbii, arcybiskup bogotański Bernardo Herrera Restrepo (1908 - 1928)
- prymas Kolumbii, arcybiskup bogotański Ismael Perdomo Borrero (1928 - 1950)
- prymas Kolumbii, arcybiskup bogotański, wikariusz polowy Kolumbii kardynał Crisanto Luque Sánchez (1950 – 1959)
- prymas Kolumbii, arcybiskup bogotański, wikariusz polowy Kolumbii kardynał Luis Concha Córdoba (1959 – 1966)
- arcybiskup Nueva Pamplona (do 1968), koadiutor arcybiskupa bogotańskiego Aníbal Muñoz Duque (1966 – 1972)
- biskup Garzón (do 1975), arcybiskup Manizales José de Jesús Pimiento Rodríguez (1972 – 1978)
- arcybiskup Nueva Pamplona Mario Revollo Bravo (1978 – 1984)
- arcybiskup Bucaramanga Héctor Rueda Hernández (1984 – 1987)
- arcybiskup Medellín kardynał Alfonso López Trujillo (1987 – 1990)
- arcybiskup Cali (do 1994), prymas Kolumbii, arcybiskup bogotański Pedro Rubiano Sáenz (1990 – 1996)
- arcybiskup Popayán (do 1997), arcybiskup Medellín Alberto Giraldo Jaramillo PSS (1996 – 2002)
- prymas Kolumbii, arcybiskup bogotański kardynał Pedro Rubiano Sáenz (2002 – 2005)
- arcybiskup Tunja Luis Augusto Castro Quiroga IMC (2005 – 2008)
- arcybiskup Barranquilla (do 2010), prymas Kolumbii, arcybiskup bogotański kardynał Rubén Salazar Gómez (2008 - 2014)
- arcybiskup Tunja Luis Augusto Castro Quiroga IMC (2014 – 2017)
- arcybiskup Villavicencio Oscar Urbina (2017 – 2021)
- prymas Kolumbii, arcybiskup bogotański kardynał Luis José Rueda Aparicio (2021 - 2024)
- arcybiskup Cartageny Francisco Javier Múnera Correa (od 2024)